# Mike Johanns
Mike Johanns este un senator republican al Senatului Statelor Unite ale Americii de clasa 2 din  partea statului Nebraska.
1. 1 2   http://bioguide.congress.gov/scripts/biodisplay.pl?index=J000291 Lipsește sau este vid: |title= (ajutor)